# خوسيه إميليو بيريا
خوسيه إميليو بيريا (بالإسبانية: José Emilio Perea)‏ مواليد 19 يناير 1983 في المكسيك، هو ملاكم محترف مكسيكي يصنف ضمن فئة وزن الوسط.

## إحصائيات
خاض خلال مسيرته 23 نزالا، فاز في 21 ولم يتعادل وخسر في 2. فاز بالضربة القاضية في 13 نزالا.

## روابط خارجية
- خوسيه إميليو بيريا على موقع بوكس ريك (الإنجليزية) (registration required)